# Juvre Dyb
Juvre Dyb är en tidvattenkanal, en så kallad pril, mellan Koresand sydväst om Mandø och Juvre Sand nord om Rømø i Vadehavet i sydvästra Danmark.
Tidvattenkanalen är upp till 17 meter djup och avvattnar ett 131 km² stort tidvattensområde från Rømø till 10 kilometer ut i  Nordsjön. Under en tidvattensperiod strömmar omkring 900 miljoner m3 vatten in och ut genom de fyra tidvattenkanalerna Grådyb, Knudedyb, Juvre Dyb och Listerdyb mellan öarna i Vadehavet.